# Isaac TeSlaa
Isaac TeSlaa (Hudsonville, 20 febbraio 2002) è un giocatore di football americano statunitense che milita nel ruolo di wide receiver per i Detroit Lions della National Football League (NFL).

## Carriera universitaria

### Hillsdale
TeSlaa si iscrisse a Hillsdale nel 2020, divenendo titolare già nella sua prima annata. Nella stagione accorciata per la pandemia di COVID-19 ricevette 5 passaggi per 93 yard. L'anno seguente guidò la squadra con 45 ricezioni per 698 yard e 7 touchdown. Per le sue prestazioni fu inserito nella seconda formazione ideale della Great Midwest Athletic Conference, dove si piazzò terzo in touchdown su ricezione e quarto in yard ricevute. Nel 2022 fu uno dei migliori ricevitori della Division II della NCAA, facendo registrare 68 ricezioni per 1.325 yard  e 13 touchdown, venendo premiato come giocatore offensivo dell'anno della sua conference. Fu anche nominato menzione onorevole All-American dopo avere fatto registrare 7 partite con almeno 100 yard ricevute e tenuto una media di oltre 120 yard a partita. Complessivamente disputò 26 partite a Hillsdale, 24 delle quali come titolare, con 118 ricezioni per 2.116 yard e 19 touchdown.

### Arkansas
Nel 2023 TeSlaa si trasferì a giocare con gli Arkansas Razorbacks. Nella prima stagione fu il secondo miglior ricevitore della squadra, totalizzando 34 ricezioni per 351 yard e 2 touchdown. Nel 2024 ebbe 28 ricezioni per 545 yard e 3 touchdowns. A fine anno annunciò l'intenzione di passare ai professionisti, venendo convocato per il Senior Bowl.

## Carriera professionistica

### Detroit Lions
TeSlaa fu scelto nel corso del terzo giro (69º assoluto) del Draft NFL 2025 dai Detroit Lions.